# Песчаное сельское муниципальное образование
Песчаное сельское муниципальное образование — сельское поселение в Приютненском районе Калмыкии.  Административный центр — посёлок Песчаный.

## География
Песчаное СМО расположено в северо-восточной части Приютненского района и граничит:
- на севере с городским округом Элиста,
- на востоке с Булуктинским СМО и городским округом Элиста,
- на юге с Нартинским СМО,
- на юго-западе с Ульдючинским СМО,
- на западе с Целинным районом (Хар-Булукское СМО).

## Население
| 2002 | 2010 | 2011 | 2012 | 2013 | 2014 | 2015 |
| ---- | ---- | ---- | ---- | ---- | ---- | ---- |
| 812  | ↘689 | ↘684 | ↘666 | ↘656 | ↗665 | ↗678 |
| 2016 | 2017 | 2018 | 2019 | 2020 | 2021 |      |
| ↘676 | ↘652 | ↘639 | →639 | ↗641 | ↘574 |      |

### Национальный состав
По данным Всероссийской переписи населения 2010 года:
| Национальность | Численность (чел.) | Процентное соотношение |
| -------------- | ------------------ | ---------------------- |
| Калмыки        | 380                | 55,15%                 |
| Русские        | 218                | 31,64%                 |
| Даргинцы       | 47                 | 6,82%                  |
| Чеченцы        | 28                 | 4,06%                  |
| Другие         | 16                 | 2,32%                  |
| Всего          | 689                | 100,00%                |

## Состав поселения
| № | Населённый пункт | Тип населённого пункта          | Население |
| - | ---------------- | ------------------------------- | --------- |
| 1 | Дорожный         | посёлок                         | ↘26       |
| 2 | Песчаный         | посёлок, административный центр | ↘659      |

На территории поселения также расположен поселок Тоста, однако в настоящее время он является нежилым.